# 20-я церемония «Грэмми»
20-я церемония вручения премий «Грэмми» состоялась 23 февраля 1978 года в Shrine Auditorium, Лос-Анджелес.

## Основная категория
- Запись года
  - Bill Szymczyk (продюсер) & The Eagles за песню «Hotel California»
- Альбом года
  - Ken Caillat, Richard Dashut (продюсеры) & Fleetwood Mac за альбом «Rumours»
- Песня года
  - Барбра Стрейзанд & Paul Williams (авторы) за песню «Evergreen (Love Theme from A Star Is Born)» в исполнении Барбра Стрейзанд
  - Joe Brooks (автор) за песню «You Light Up My Life» в исполнении Дебби Бун
- Лучший новый исполнитель
  - Дебби Бун

## Классическая музыка

### Лучшее исполнение сочинения для оркестра
- Карло Мария Джулини (дирижёр); продюсер Гюнтер Брест — за запись «Симфонии № 9» Густава Малера

### Лучшее инструментальное исполнение (с оркестром)
- Ицхак Перлман & Лондонский филармонический оркестр — за запись скрипичного концерта Вивальди «Времена года»

### Альбом года
- Леонард Бернстайн (дирижёр), Дитрих Фишер-Дискау (певец), Владимир Горовиц (пианист), Иегуди Менухин (скрипач), Исаак Стерн (скрипач), Мстислав Ростропович (виолончелист), Lyndon Woodside и Нью-Йоркский филармонический оркестр, Thomas Frost (продюсер) — за запись альбома Concert of the Century

## Композиция и аранжировка

### Лучшая инструментальная композиция
Джон Уильямс (композитор) за «главную тему из Звёздных войн»

### Лучшая оригинальная партитура, написанная для кино или специального телевизионного фильма
Джон Уильямс (композитор) за «Звездные войны»

## Кантри

### Лучшее женское кантри-исполнение
- Кристал Гейл — «Don't It Make My Brown Eyes Blue»

### Лучшее мужское кантри-исполнение
- Кенни Роджерс — «Lucille»

## Поп

### Лучшее женское вокальное поп-исполнение
- Барбра Стрейзанд — «Evergreen (Love Theme from A Star Is Born)»

### Лучшее мужское вокальное поп-исполнение
- Джеймс Тейлор — «Handy Man»

## R&B

### Лучшее женское вокальное R&B-исполнение
- Thelma Houston — «Don't Leave Me This Way»

### Лучшее мужское вокальное R&B-исполнение
- Лу Ролз — «Unmistakably Lou»

## Джаз

### Лучшее инструментальное джаз-соло
- Оскар Питерсон — «The Giants»

### Best Jazz Instrumental Performance, Big Band
- Каунт Бэйси Thad Jones — «Prime Time»